# Средства для лечения ВИЧ-инфекции
Средства для лечения ВИЧ (также называемые антиретровирусными) используются для того, чтобы контролировать репликацию ВИЧ и замедлять развитие ВИЧ-ассоциированных заболеваний.. Большинство препаратов для лечения ВИЧ-инфекций по классификации АТХ относятся к группе J05 — «Противовирусные препараты для системного применения»

## Хронология
- Зидовудин (Retrovir, ZDV, AZT) — первый антиретровирусный препарат. Синтезирован в 1964 для борьбы с раком. В 1985 прошёл клинические испытания для лечения ВИЧ-инфекции. Широко применяется в антиретровирусной терапии с 1987 г.[3]
- 1991—1994 года — появились зальцитабин, диданозин и ставудин. Примерно в это же время появляются триметоприм/сульфаметоксазол, пентамидин, ганцикловир, фоскарнет и флуконазол, которые используются для борьбы с оппортунистическими инфекциями.
- Декабрь 1995 — март 1996 появились первые ингибиторы протеазы — саквинавир, ритонавир, индинавир, применение которых привело к сокращению смертности с 38 % до 22 %[4].
- В 1996 — первый ненуклеозидный ингибитор обратной транскриптазы — невирапин и ещё один ингибитор протеазы — нелфинавир.
- С 1994 по 1997 год доля больных в Европе, получающих АРВТ, возросла с 2 % до 64 %[5], а с 1994 по 1998 год, заболеваемость СПИДом упала с 30,7 % до 2,5 %[6].
- В 1998 — появилось понятие липодистрофия, как осложнение терапии, а в 1999 появились сообщения, что она, возможно, обусловлена токсическим действием препаратов на митохондрии.
- В 2000 — исследования Harrington и Carpenter об избирательности терапии в зависимости от числа CD4 лимфоцитов[7].

## Лекарства

### Нуклеозидные ингибиторы обратной транскриптазы
Нуклеозидные ингибиторы обратной транскриптазы (НИОТ) воздействуют на обратную транскриптазу.
| Препарат    | Аббревиатура | Торговое название          |
| ----------- | ------------ | -------------------------- |
| Абакавир    | ABC          | Зиаген, Олитид             |
| Диданозин   | ddI          | Видекс                     |
| Зальцитабин | ddC          | Хивид, Замицит             |
| Зидовудин   | AZT, ZDV     | Ретровир, Зидо Эйч         |
| Ламивудин   | 3TC          | Эпивир, Амивирен, Гептавир |
| Ставудин    | d4T          | Зерит                      |

| Препарат                     | Аббревиатура     | Торговое название           |
| ---------------------------- | ---------------- | --------------------------- |
| Тенофовир                    | TDF              | Виреад, Тенофовир, Вирфотен |
| Эмтрицитабин                 | FTC              | Эмтрива                     |
| Абакавир+Ламивудин           | ABC/3TC, KVX     | Эпзиком                     |
| Тенофовир+Эмтрицитабин       | TDF/FTC, TVD     | Трувада                     |
| Зидовудин+Ламивудин          | ZDV/3TC, CBV     | Комбивир, Зилакомб          |
| Зидовудин+Ламивудин+Абакавир | ZDV/3TC/ABC, TZV | Тризивир                    |

### Ненуклеозидные ингибиторы обратной транскриптазы
Ненуклеозидные ингибиторы обратной транскриптазы (ННИОТ) воздействуют на обратную транскриптазу.
| Препарат      | Аббревиатура | Торговое название        |
| ------------- | ------------ | ------------------------ |
| Делавирдин    | DLV          | Рескриптор               |
| Невирапин     | NVP          | Вирамун                  |
| Эфавиренз     | EFV          | Сустива, Стокрин, Регаст |
| Этравирин     | ETR          | Интеленс                 |
| Рилпивирин    | RPV          | Эдюрант                  |
| Элсульфавирин | ESV          | Элпида                   |

### Ингибиторы протеазы
Ингибиторы протеазы (ИП) блокируют фермент-протеазу вируса, который расщепляет полипротеины Gag-Pol на отдельные белки. В результате образуются вирусные частицы, не способные заражать новые клетки.
| Препарат            | Аббревиатура | Торговое название  |
| ------------------- | ------------ | ------------------ |
| Ампренавир          | APV          | Агенераза          |
| Атазанавир          | ATV          | Реатаз             |
| Индинавир           | IDV          | Криксиван          |
| Лопинавир/Ритонавир | LPV/r        | Калетра, Калидавир |
| Нелфинавир          | NFV          | Вирасепт           |

| Препарат       | Аббревиатура | Торговое название                                   |
| -------------- | ------------ | --------------------------------------------------- |
| Ритонавир      | RTV, /r      | Норвир                                              |
| Саквинавир-INV | SQV-INV      | Инвираза (саквинавир в мягких желатиновых капсулах) |
| Саквинавир-МЖК | SQV-FTV      | Фортоваза-Выпуск прекращен в 2006 г.                |
| Типранавир     | TPV          | Аптивус                                             |
| Фосампренавир  | FPV          | Лексива/Телзир                                      |
| Дарунавир      | DRV          | Презиста                                            |

### Ингибиторы проникновения
Ингибиторы проникновения препятствуют проникновению вирусных частиц в лимфоциты. Процесс проникновения состоит из трёх основных этапов:
- Прикрепление ВИЧ к рецептору — молекуле CD4 (точка приложения для ингибиторов прикрепления)
- Взаимодействие ВИЧ с корецепторами (точка приложения для блокаторов корецепторов)
- Слияние ВИЧ с лимфоцитом (точка приложения для ингибиторов слияния).

Существующие три класса лекарственных средств — ингибиторы прикрепления, блокаторы корецепторов и ингибиторы слияния объединены в группу ингибиторов проникновения.

### Ингибиторы интегразы
Ингибиторы интегразы (ИИ) — блокируют фермент интегразу ВИЧ-1, связываясь с её активным участком, делая невозможным этап переноса цепей во время интеграции ретровирусной ДНК в ДНК клетки, тем самым прерывая весь цикл репликации ВИЧ.
| Препарат     | Аббревиатура | Торговое название                          |
| ------------ | ------------ | ------------------------------------------ |
| Долутегравир | DTG          | Тивикай                                    |
| Элвитегравир | EVG          | Vitekta, в составе Stribild/Quad и Genvoya |
| Ралтегравир  | RAL          | в составе Isentress                        |
| Биктегравир  | BIC          | в составе Biktarvy                         |

### Ингибиторы слияния
Ингибиторы слияния (фузии)
| Препарат   | Аббревиатура | Торговое название |
| ---------- | ------------ | ----------------- |
| Энфувиртид | ENF, T-20    | Фузеон            |

Энфувиртид — прообраз ингибиторов слияния.